# Funaria bullata
Funaria bullata är en bladmossart som beskrevs av Brotherus 1916. Funaria bullata ingår i släktet spåmossor, och familjen Funariaceae. Inga underarter finns listade i Catalogue of Life.